# NGC 2700
NGC 2700 est une étoile située dans la constellation de l'Hydre.
L'astronome allemand Wilhelm Tempel a enregistré la position de cette étoile en 1877.